# Lukas Brandl
Lukas Brandl (* 10. Oktober 1994 in München) ist ein deutscher Schauspieler. Daneben ist er als Zauberkünstler und Zirkusartist aktiv.
Brandl schloss 2019 an der Circusschule codarts in Rotterdam mit Bachelor of Circus Arts ab.

## Filmographie (Auswahl)
- 2015: Was im Leben zählt
- 2015: Jugend gegen AIDS
- 2016: Wie es weiter geht
- 2017: Sturm der Liebe (2 Episoden)
- 2017: Alpha-Junge
- 2017: Aufprall
- 2018: Gipfelstürmer – Das Berginternat (1 Episode)
- 2018: Entzwei
- 2019: Lost in Presents
- 2019: Sag wie der Parmigano fliegt
- 2020: Auf der Spur
- 2020: Aktenzeichen XY … ungelöst – Die üblichen Verdächtigen
- 2020: Me – myself and I
- 2020: Kleine Schwester
- 2021: NAHRANI
- 2021: Die Probe
- 2021: Vater Johann
- 2021: Gemeinsam Einsam
- 2021: Der Alte – Ein Tag im Leben
- 2022: Alles was zählt (Folgen 3862–3962)
- 2024: Der Palast (Folgen 7–12)